# Plastusiowy pamiętnik (serial telewizyjny)
Plastusiowy pamiętnik – polski serial animowany z elementami aktorskimi (live action) wyprodukowany w 1980 roku na podstawie książki o tej samej nazwie napisanej przez Marię Kownacką. Scenariusz i reżyseria - Zofia Ołdak.
Serial opowiada o Plastusiu – ludziku z plasteliny – ulepionym przez pierwszoklasistkę Tosię (Magda Dembińska), który przeżywa niezwykłe przygody.

## Obsada głosowa
- Tosia – Magda Dembińska
- Nauczycielka – Alicja Wolska
- Plastuś – głos narratora Andrzej Zaorski
- Jola – Berenika Orłowska

## Spis odcinków
1. Nasz dom
2. Dlaczego nazywam się Plastuś
3. Fiku – miku jestem w piórniku
4. O pamiętniku w czerwonym zeszyciku
5. O Joli niszczycielce historia smutna wielce
6. O tym jak to z Jolą było ale dobrze się skończyło
7. O kleksie z kałamarza, co na nikogo nie zważa
8. Historia cała o porządku i strzałach